# Municipio de Prescott (Dakota del Norte)
El municipio de Prescott (en inglés: Prescott Township) es un municipio ubicado en el condado de Renville en el estado estadounidense de Dakota del Norte. En el año 2010 tenía una población de 28 habitantes y una densidad poblacional de 0,3 personas por km².

## Geografía
El municipio de Prescott se encuentra ubicado en las coordenadas 48°29′42″N 101°6′51″O / 48.49500, -101.11417. Según la Oficina del Censo de los Estados Unidos, el municipio tiene una superficie total de 93.3 km², de la cual 93,11 km² corresponden a tierra firme y (0,2 %) 0,19 km² es agua.

## Demografía
Según el censo de 2010, había 28 personas residiendo en el municipio de Prescott. La densidad de población era de 0,3 hab./km². De los 28 habitantes, el municipio de Prescott estaba compuesto por el 100 % blancos. Del total de la población el 0 % eran hispanos o latinos de cualquier raza.